# Ombelliférose
Ne doit pas être confondu avec Ombelliférone.
L'ombelliférose est un sucre triple (trisaccharide) de formule brute C18H32O16 que l'on trouve principalement dans les plantes de la famille des Ombellifères, dont provient son nom. 
Cette molécule est découverte et isolée pour la première fois en 1956 par les chercheurs suédois Wickstrom et Svendsen à partir de racines d'Angelica archangelica et de Pimpinella saxifraga. Elle est composée de fructose, de glucose et de galactose arrangés dans le même ordre que le raffinose, avec lequel l'ombelliférose est assez proche. Cependant, leurs réactions biochimiques diffèrent. Cette molécule est également présente dans les racines de carottes.
Il s'agit d'une substance de réserves temporaire. Seules les graines de certaines espèces contiennent une plus grande quantité d'ombelliférose que d'amidon ; aucun autre organe ne l'accumulant spécifiquement. Contrairement aux autres glucides de réserves, l'ombelliférose est peu déplacé d'un organe à un autre.
Cette substance ne semble pas jouer de rôle déterminant dans l'activité médicinale des plantes utilisées en phytothérapie.